# Plagiolepis vindobonensis
Plagiolepis vindobonensis är en myrart som beskrevs av Lomnicki 1925. Plagiolepis vindobonensis ingår i släktet Plagiolepis och familjen myror. Inga underarter finns listade i Catalogue of Life.